# Slam (poesía)
El Slam, también conocido como Poetry Slam, es tanto una competición de poesía escénica como un subgénero de esta que reúne diferentes estilos con múltiples influencias (tales como el teatro, el rap, la comedia o la performance), en la que los participantes o "slammers" disponen de 3 minutos de tiempo para presentar textos de autoría propia a una audiencia, que es quien decide el vencedor, empleando tan solo su cuerpo y su voz.  
Este carácter interactivo, en que el público es el jurado, es diferencial del formato, que está inspirado en el boxeo. A diferencia de la Batalla de Gallos propia del rap, los slammers no se enfrentan directamente ni se responden el uno al otro, sino que se valora tanto la calidad del texto como la interpretación individual de cada uno y como norma general, no improvisan sus textos.  
Los textos pueden ser o bien recitados de memoria, o leídos de una libreta o teléfono móvil de soporte, siempre y cuando estos no se utilicen como atrezzo durante la interpretación. Las obras recitadas pueden comprenden diferentes estilos; desde la poesía tradicional con todos sus subgéneros hasta textos con influencias de otras disciplinas tales como el monólogo cómico, el teatro, el clown, el rap o la performance, siempre y cuando estos respeten las normas de la competición.  

## Carácter
- El slam consiste en un formato recital competitivo que implica al público y que se celebra a micrófono abierto para cualquier tipo de poeta. El público se implica de dos formas: Primero, forman el jurado, segundo, el micrófono abierto hace que todos tengan la oportunidad de recitar.
- El slam es también un tipo de poesía. Es poesía oral interpretada o spoken word. Muchos poetas que escriben slam no publican sus trabajos porque no son completos sin la interpretación, algo que colinda con las representaciones teatrales. Así, tanto la interpretación como el texto son esenciales para una buena valoración del jurado.

## Reglas
La particularidad del slam es la simplicidad de sus reglas. Marc Kelly Smith quería un concurso con cabida para todos los géneros de poesía y poetas. Un concurso donde todos podrían competir en igualdad de condiciones. Al final creó tres reglas solamente:
- Los textos tienen que ser propios.
- No se permite utilizar música, accesorios ni disfraces.
- El tiempo límite de cada poema es 3:00.

Las penalizaciones por violar estas reglas son tan distintas como los propios slams.

## Historia
En 1985, Marc Kelly Smith, un poeta que trabajaba en la construcción, empezó una serie de recitales de poesía en un club de jazz de Chicago, el Get Me High Lounge (Salón Colócame), buscando una manera de dar vida al formato de recital de micrófono abierto. El énfasis que daba a la interpretación, fue la base para un estilo de poesía que al final se extendería por todo el mundo. 
Los recitales de Smith tenían su origen en el arte punk. Hubo poetas en Chicago y otras ciudades de Estados Unidos que funcionaron fuera del circuito académico, llevando los recitales de poesía a escenas no tradicionales como bares y teatros locales o de barrio. En estos recitales la participación del público era tan fundamental como la interpretación que el poeta daba a la palabra escrita. Jerome Salla, uno de estos poetas, montó concursos de poesía de forma esporádica, que estaban marcados por la actividad del público. En uno de los concursos, Salla fue atacado por un músico llamado Jimmy Desmond, que intentó pegar a Salla con una silla, pero falló por la intervención de “Butchie”, el dueño del Get Me High Lounge. Unos días más tarde, Salla retó a Desmond a un boxeo de poesía de diez rondas a muerte.
Montaron el primer boxeo de poesía en 1980 en una discoteca local. Salla ganó. Montaron un ring, se disfrazaron de boxeadores y hubo jueces y chicas en bikini con pancartas anunciando los rondas. Casi doscientas personas vieron el segundo boxeo, que ganó otra vez Salla. Butchie también montó combates de poesía en su bar varias veces entre 1980 y 1984. Allí Smith cogió la idea y la modificó durante 1985 en una serie de recitales regulares. Durante el año, Smith formó el Ensamble de Poesía de Chicago con la gente que participaba en sus recitales a micrófono abierto. En el Ensamble trabajaron juntos aprendiendo lo que funcionaba y no en la interpretación de poesía. Poco a poco, el grupo desarrollo el estilo Slam con su énfasis en la comunidad, el público y el concepto de que el poeta está al servicio de la gente. 
En 1986 Buchie vendió el Get Me High Lounge a Dave Jemilo, dueño del Green Mill. Smith le propuso montar un cabaret de poesía semanal en el Green Mill (club de jazz frecuentado en su día por Al Capone) los domingos por la noche. A Jemilo le gustó la idea y el 25 de julio de 1986 nació el Slam de Poesía de Uptown. Al principio no hubo competición. En la tercera semana Smith introdujo el Slam, que durante las primeras semanas era de exhibición. Smith lo vio como fundamental para tener un público fiel. En poco tiempo, El Green Mill creció hasta ser una meca para poetas orales de todo el mundo. El Slam sigue allí todas las semanas hasta hoy.

## Origen de la palabra
Marc Smith explicó en el Grand Slam National de Francia que la palabra slam estaba directamente inspirada de chelem (torneo), término utilizado en inglés y francés para definir un torneo.

## El Slam en países hispanohablantes

### España
En España, existen diversas sedes de Poetry Slam en numerosas ciudades. En cada una de estas sedes se lleva a cabo una "temporada" de Slam, esto es, un conjunto de Slams de carácter mensual en las que los slammers participantes van acumulando puntos de representación mediante la participación en el evento (1 punto), un puesto de finalista (3 puntos) o el puesto de ganador (4 puntos). De ese modo, el slammer de cada sede que más puntos de representación obtenga, será elegido como representante de dicha sede para el campeonato nacional de Poetry Slam. 
El primer campeonato de Poetry Slam España se realizó el 26 de marzo de 2011, resultando ganador el slammer Marçal Font. En este primer torneo, participaron los representantes de las sedes de Barcelona, Mallorca, Madrid, Jaén y Granada, aunque, actualmente, la organización ha crecido enormemente en tamaño albergando sedes de otras comunidades como Salamanca, Sevilla, Valladolid, Zaragoza, Santander, Cádiz, Gran Canaria, Oviedo, Bilbao, Lérida, León, Alicante, Teruel, Vallecas, Málaga, Cuenca, Gijón, Albacete, Gerona, Ávila, Palma, Santiago de Compostela, Tenerife, Valencia, Logroño o Pamplona.

### México
En México el Slam inicia en 2005 de la mano de artistas como Lalo Jaranas, Edgar Khonde, El Espetaperro, Tiosha Bojórquez y Katia Tirado; del 2007 al 2009 aproximadamente, Logan Phillips, Imuris Valle y Cara Cummings le dan continuidad organizando slams de forma periódica. Desde entonces y hasta la fecha, han sido varios los grupos y promotores de la “escena slamera mexicana”. Destacan Rojo Córdova, quien actualmente coordina los slams en el Centro de Cultural Digital y es curador de “eSLAMex. Primera antología de spoken word mexicano”; el programa radiofónico “Del Recital Poético al Poetry Slam” conducido por Andrea NoiseKat y Armando Abisaí; Colectivo Tinta Permanente, organizador del slam mensual en el Claustro de Sor Juana y que ha llevado el movimiento a la FIL de Guadalajara; Colectivo Editorial Circo Literario, quien con apoyo de la UNAM ha organizado dos MacroSlams de alto impacto; Colectivo Poesía y Trayecto, encargado de los Slams Infantiles en la FILIJ, desarrollando una labor de formación con niños y niñas del mercado de la Merced y jóvenes del Instituto de la Juventud; y más recientemente La Colmena, proyecto autogestivo desarrollado al sur de la Cd. de México.
De igual forma, la labor de Edwing Canuto Roldán es importante tras involucrar al slam poetry a nivel nacional, en el marco de la REDNELL; así como la tarea hecha en Guadalajara por Adrián Esparza y Arehf Palacios entre otros; y en fechas cercanas John Lefou en Ensenada.

### Argentina
En Argentina La Slam de Nueva Poesía Oral nace el 23 de junio de 2011, de la mano de Sol Fantín, con su primer evento en La Ciudad Autónoma de Buenos Aires y se llamó "Sacá los parlantes a la Vereda". Específicamente ocurrió en la Casa de Artistas Clandestina Pachamama, conocida como La Casita de Los Chasquidos, dónde no se podía aplaudir y en cambio chasqueaban los dedos, con el fin de que los vecinos no alertaran a la policía por ruidos molestos. Este hecho se popularizó en el Slam en Argentina, en donde al día de hoy se chasquean los dedos durante los recitados, como forma de alentar a los poetas. 
En estos Slams participaron personalidades como Diego Arbit, Mana Bugallo, Eric Barenboim, Matias Reck, Juan Xiet, Camilo Sce, Poroto Riera, Ale Berón y Lucas Darko.
Rápidamente los Slams fueron expandiéndose al resto del país, en lugares como Rosario, Santa Fe y Posadas.
En 2014, So Sonia, quien participaba en Slam en Ciudad de Buenos Aires funda Slam Zona Sur en Bandfield. En febrero de ese mismo año Mhoris Emma participa de su primer Slam en Ciudad de Buenos Aires y sale en el primer puesto. Al año siguiente, en 2015, Mhoris funda Slam Zona Norte en Vicente López y en 2017 se muda a Villa Ballester. En este Slam surge la LA SLAM y la frase popularizada "Y que sea Slam!"
En 2020, en Pandemia, se conforma SLAM ARGENTINA, una agrupación que se conforma con los organizadores, Slam Masters, de todos los Slams del país. Ese mismo año se lleva a cabo la primera competencia Nacional y Federal, de la cual resulta campeona Checha Kadenner, de Slam Capital.
Actualmente en hay Slams en diferentes provincias y con mayor densidad en el Gran Buenos Aires y Córdoba. Slam Comarca Andina en el Sur, Slam Capital y Justa Poética Slam en Ciudad Autónoma de Buenos Aires, Multivero Slam en La Plata, Slam Zona Sur, Slam Avellaneda y Slam Quilmes en el Sur del Gran Buenos Aires, Slam Zona Oeste y Slam Caseros en el Oeste de Gran Buenos Aires, Slam Zona Norte Ballester, Slam San Fernando y Slam Malvinas en el Norte del Gran Buenos Aires, Slam Poético en Mendoza, eSlam Córdoba Capital y eslam de poe53a en Las Sierras de Córdoba, Slam Rosario y Slam Santa Fe, Slam Posadas en Misiones y Mate Cocido Slam en Jujuy.